# Klaus Barbie

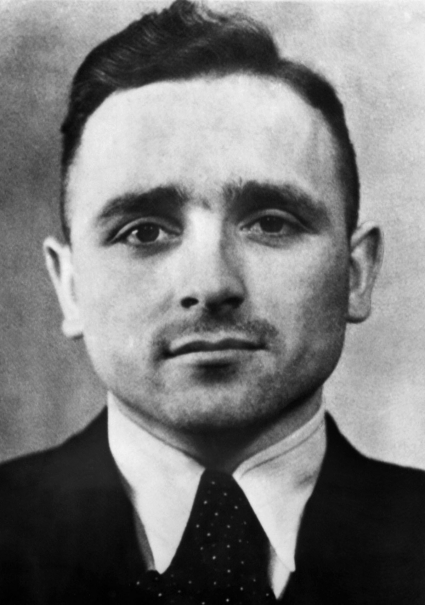
Klaus Barbie

Nikolaus „Klaus“ Barbie alias Klaus Altmann (* 25. Oktober 1913 in Godesberg; † 25. September 1991 in Lyon) war ein mehrfach verurteilter deutscher NS-Kriegsverbrecher. Von 1942 bis 1944 war er Gestapo-Chef von Lyon; wegen seiner Grausamkeit war er als „Schlächter von Lyon“ bekannt. Die französische Justiz verurteilte ihn in Abwesenheit in drei Prozessen jeweils zum Tode. In einem vierten Prozess, zu dem es nach Barbies Auslieferung aus Bolivien nach Frankreich im Jahr 1983 gekommen war, verurteilte ihn ein Gericht 1987 zu einer lebenslangen Freiheitsstrafe.

## Leben

### Kindheit und Jugend
Barbie kam als Kind von Nikolaus Barbie und Anna Hees zur Welt. Die Eltern, beide Lehrer, heirateten im Jahr darauf. Sein Vater kehrte schwer verwundet von der Westfront aus dem Ersten Weltkrieg zurück. Nach Barbies eigener Aussage war seine Jugend durch die Alkoholsucht und gewalttätige Übergriffe des verbitterten Vaters geprägt. Der jüngere Bruder Kurt verstarb noch im Jugendalter. 1934 bestand Barbie am Friedrich-Wilhelm-Gymnasium in Trier das Abitur und war in dieser Zeit Mitglied des katholischen Sportverbands „Deutsche Jugendkraft“.

### Zeit des Nationalsozialismus

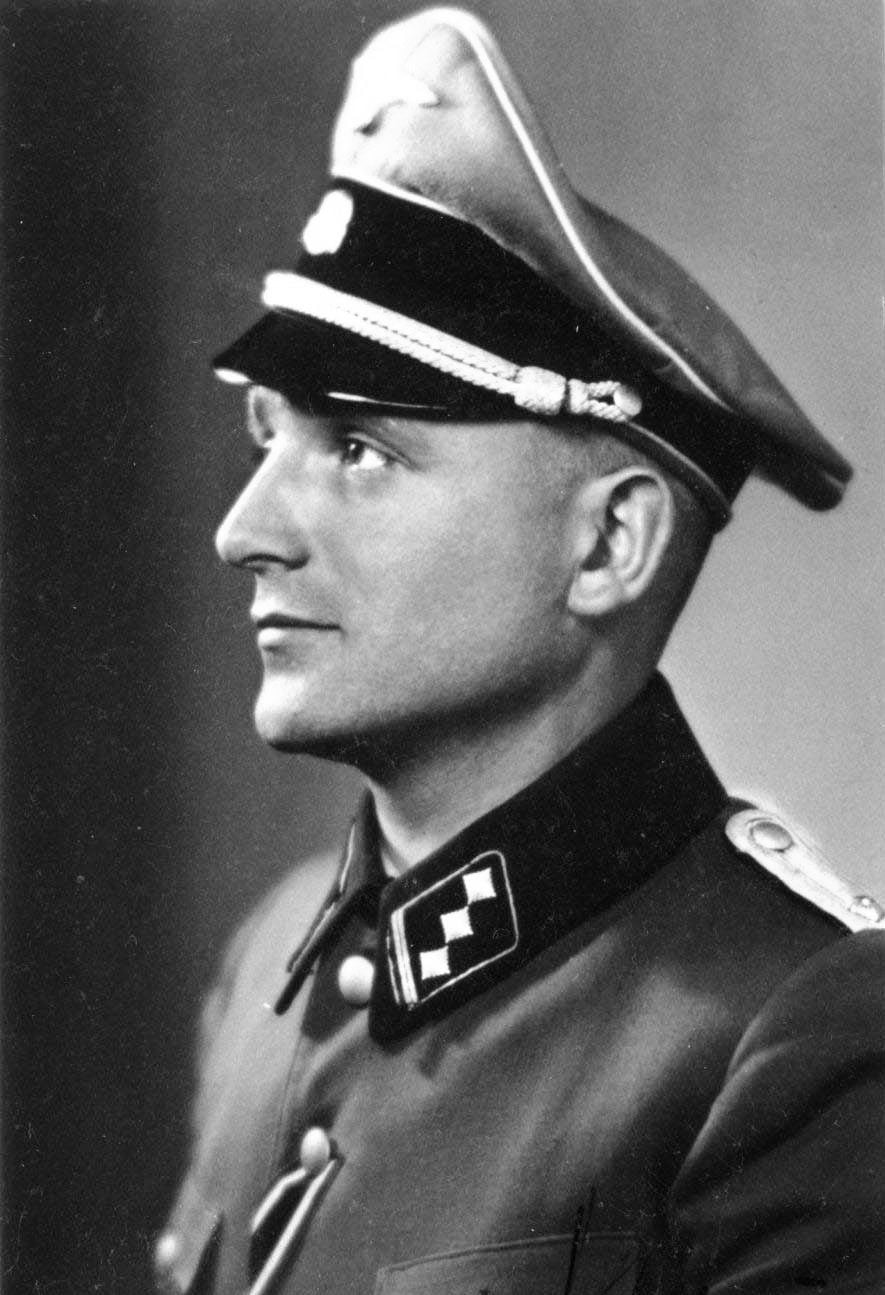
SS-Obersturmführer Klaus Barbie

Nach seiner Schulzeit war er Mitglied der Hitlerjugend und persönlicher Adjutant des örtlichen Parteiführers. Die Universität blieb Barbie verschlossen, da die Familie nach dem Tod des Vaters im Jahr 1933 kein Studium finanzieren konnte. Stattdessen meldete er sich für ein freiwilliges sechsmonatiges Lager des Reichsarbeitsdienstes in Schleswig-Holstein. Hier entwickelte er sich zu einem unerschütterlichen Anhänger des „Dritten Reiches“. Am 26. September 1935 wurde er Mitglied der SS (SS-Nr. 272.284) und arbeitete ab dem 29. September 1935 im SD-Hauptamt. Erste praktische Erfahrungen sammelte er u. a. beim Geheimen Staatspolizeiamt in Berlin. Zudem absolvierte Barbie Lehrgänge an der Führerschule des Sicherheitsdienstes in Bernau bei Berlin (vormals Bundesschule des Allgemeinen Deutschen Gewerkschaftsbundes) und der Führerschule der Sicherheitspolizei und des SD in Berlin-Charlottenburg. Im Oktober 1936 übernahm er die Referate II/122 und II/123 des SD-Oberabschnitts West in Düsseldorf und wurde anschließend Hilfsreferent im Referat III C des SD-Abschnitts Dortmund. Barbie sollte den sozialdemokratischen und kommunistischen Widerstand unterwandern. Eine weitere Aufgabe war die Betreuung des Bereichs III/C „kulturelle Angelegenheiten“, zu denen hauptsächlich religiöse Belange gehörten. Zum 1. Mai 1937 trat Barbie der NSDAP bei (Mitgliedsnummer 4.583.085). Am 20. April 1940 wurde er zum SS-Untersturmführer befördert, fünf Tage später heiratete er die 23-jährige Regine Willis. Sie hatten zusammen eine Tochter namens Ute.

#### Besatzungszeit in den Niederlanden
Unmittelbar nach der deutschen Besetzung der Niederlande traf Barbie am 29. Mai 1940 in Amsterdam ein. Bis März 1942 war er in der Zentralstelle für jüdische Auswanderung in Amsterdam eingesetzt, die der Außendienststelle Amsterdam des Befehlshabers der Sicherheitspolizei und des SD (BdS) Niederlande unterstellt war. Barbie war dabei mit seinen Untergebenen für die Verfolgung von Widerstandskämpfern und Juden, insbesondere Exilanten aus Deutschland, verantwortlich. Am 9. November 1940 wurde er zum SS-Obersturmführer befördert. Klaus Barbie war in den Niederlanden maßgeblich an der Verfolgung und Folterung von Freimaurern beteiligt. Übergriffe auf Logen leitete er persönlich.

#### Besatzungszeit in Frankreich
Nach dem Einmarsch der Wehrmacht in das bis dahin von der Vichy-Regierung verwaltete, unbesetzte Südfrankreich im November 1942 übernahm er als Leiter der Abteilung IV mit Erich Bartelmus, der Leiter für Judenangelegenheiten war, die Gestapo beim Kommandeur der Sicherheitspolizei und des SD (KdS) in Lyon. In der Rangordnung in Lyon kam er an dritter Stelle nach dem Chef des KdS, SS-Obersturmbannführer Werner Knab, und dessen Stellvertreter Heinz Hollert.
Vor Ort ging Barbie mit großer Grausamkeit vor. Er hatte die Suite 68 im zweiten Stock des Lyoner Hotels Terminus gemietet und hielt dort „Orgien unsäglich scheußlicher Gemeinheiten“ (Barbies Biograph Tom Bower) ab. Barbie folterte katholische Priester mit Elektroschocks, hängte sie an den Füßen auf, ließ Kinder hungern und prügelte sie. Nackte Frauen wurden bis zur Bewusstlosigkeit geprügelt und vergewaltigt. Barbie war für die Folterung und Ermordung von Mitgliedern der Résistance – unter ihnen Jean Moulin – in Südfrankreich verantwortlich. Barbie folterte mit Schneidbrennern, glühenden Schürhaken, Elektroschocks, kochendem Wasser und einer ganzen Sammlung an Peitschen, Werkzeugen und Knüppeln, die bei Verhören vor ihm auf dem Schreibtisch lagen. Die Folterungen, die viele seiner Opfer nicht überlebten, zogen sich teilweise über einige Tage hin. Einer seiner treuesten Helfer hierbei war Francis André, auch „Gueule Tordue“ (Schiefmaul) genannt.
Darüber hinaus wurden ihm zahlreiche weitere Verbrechen zur Last gelegt, unter anderem das Massaker in Saint-Genis-Laval, die Verantwortung für die Deportation der Kinder von Izieu, für die Razzia in der Rue Sainte-Catherine sowie zahlreiche Erschießungen im Gefängnis Fort Montluc. Dabei ging er mit großer Brutalität und Rücksichtslosigkeit vor. Das Fehlen von dokumentarischem Beweismaterial wurde mit der Rückkehr Barbies nach Lyon in der Woche vor dem deutschen Abzug im August 1944 in Zusammenhang gebracht, wo er „den Aufwasch“ erledigte. Hierbei ermordete er 20 französische Mitarbeiter der Gestapo und angeblich auch seine französische Freundin Antoinette „Mimiche“ Murot.
Klaus Barbies Name wurde erstmals öffentlich bekannt, als eine Liste der meisten Lyoner Gestapoangehörigen von der Résistance-Kämpferin Dora Schaul (Deckname Renée Fabre) zusammengestellt und über den Londoner Rundfunk wiederholt gesendet wurde.
Am 9. November 1944 wurde Barbie zum SS-Hauptsturmführer befördert, was dem Rang eines Hauptmanns entsprach. Mit Befehl vom 20. November 1944 kam er zurück zum SD-Abschnitt Dortmund in die Steinwache, wo er ein nicht näher bezeichnetes Amt innehatte. Kurz vor dem Kriegsende tauchte er in Deutschland unter.

### Nach 1945
Barbie baute nach Kriegsende ein Netzwerk von ehemaligen Mitarbeitern von SS und Gestapo in den westlichen Besatzungszonen auf. Gleichzeitig betrieb er Schwarzmarkthandel und beging Überfälle, um sein Leben im Untergrund zu finanzieren. Er geriet mehrfach kurzzeitig in Gefangenschaft der US-Army und der britischen Field Security Section, konnte aber immer wieder fliehen.
Von 1945 bis 1955 genoss Barbie schließlich den Schutz zunächst britischer, dann US-amerikanischer Behörden, die ihn als Agenten beschäftigten. Ab Anfang 1946 lebte er unter dem Namen Klaus Becker in Marburg und konnte mit einem Sprung aus dem Jeep der Amerikaner flüchten, als sie ihn im August 1946 verhaften wollten. Im November 1946 ließ er sich im britisch besetzten Hamburg von einem Arzt die Blutgruppentätowierung entfernen. Wegen seiner Verbrechen wurde Barbie 1947 in Frankreich in Abwesenheit zum ersten Mal zum Tode verurteilt. Im selben Jahr wurde er Agent für den US-amerikanischen Geheimdienst CIC und in dieser Funktion vom damaligen Hochkommissar John J. McCloy vor einer Auslieferung nach Frankreich bewahrt. Er nutzte seine Seilschaften zu anderen untergetauchten SS-Angehörigen, um ein Netz an Informanten aufzubauen. Dabei wurden vor allem Informationen über potentielle kommunistische Widerstandskämpfer und Agenten beschafft. Ebenso spionierte Barbie im Auftrag des CIC die Aktivitäten der französischen Geheimdienste in Deutschland aus, da man Angst vor einer Unterwanderung durch den KGB hegte. Ab 1950 rekrutierte er in Deutschland Mitglieder für den später verbotenen rechtsextremen Bund Deutscher Jugend. Mit Hilfe der USA emigrierte Barbie 1951 auf der sogenannten Rattenlinie unter dem Namen Klaus Altmann nach Bolivien, betätigte sich dort als Geschäftsmann und wurde später auch bolivianischer Staatsbürger.
Im November 1952 wurde Barbie in Lyon wegen Gräueltaten gegen die Zivilbevölkerung und die Widerstandsbewegung im Jura der Prozess gemacht, er wurde ein zweites Mal in Abwesenheit zum Tode verurteilt. Auch ein dritter Prozess im November wegen des Massakers von Saint-Genis-Laval und zahlreicher Erschießungen im Gefängnis Montluc endete mit einem Todesurteil.
Nach dem Auftauchen von Ernesto Che Guevara 1966 in Bolivien waren seine Kenntnisse in der Partisanenabwehr wieder gefragt, und er arbeitete für das bolivianische Innenministerium im Rang eines Oberstleutnants ad honorem als Ausbilder und Berater der Sicherheitskräfte des Diktators Hugo Banzer Suárez. Auch enge Kontakte zur bolivianischen Drogenmafia werden 2025 neu diskutiert. Barbie war Abonnent der rechtsnationalen Monatszeitschrift der deutschsprachigen Gemeinschaft in Argentinien La Plata Ruf von Wilfred von Oven.
Barbie war von Mai bis Dezember 1966 für den Bundesnachrichtendienst (BND) unter dem Decknamen Adler tätig. Dabei war dem BND nicht bekannt, dass es sich bei dem von ihm angeworbenen mutmaßlichen Klaus Altmann tatsächlich um Barbie handelte. Dieser erhielt 500 Mark Monatshonorar, später auch zusätzliche Leistungsprämien und lieferte dem BND mindestens 35 Berichte aus Südamerika. Nur wenige Wochen nach seiner Anwerbung fungierte er als Repräsentant des Bonner Unternehmens Merex AG von Gerhard Mertins, das im Auftrag des BND überflüssiges Material der Bundeswehr auf dem Weltmarkt absetzen sollte. Der Agent wurde als „intelligent“, „sehr aufnahme- und anpassungfähig“, „verschwiegen und zuverlässig“ bewertet. Mit Zahlung eines „Abschaltgeldes“ von 1000 DM beendete der BND nach nur gut einem halben Jahr die Zusammenarbeit mit Barbie.
Beate und Serge Klarsfeld gelang es Anfang der 1970er Jahre, nach einem Hinweis durch die Münchner Staatsanwaltschaft, Klaus Barbie in Bolivien aufzuspüren. 1972 scheiterte ein Entführungsversuch, der von dem französischen Revolutionstheoretiker Régis Debray und der deutschen Untergrundkämpferin Monika Ertl – mit Wissen Serge Klarsfelds und des späteren stellvertretenden Innenministers von Bolivien, Gustavo Sánchez Salazar – vorbereitet worden war. 1975 stand der Franzose Michel Goldberg nach langer Vorbereitung unmittelbar davor, Barbie zu ermorden, sah sich jedoch im letzten Moment außerstande, seine mitgeführte Waffe abzufeuern, nachdem er sich unter dem Vorwand eines journalistischen Interviews mit Barbie in La Paz getroffen und ausführlich unterhalten hatte. Goldberg hatte nach eigenen Angaben geplant, sich persönlich für den Tod seines Vaters zu rächen, der 1943 als Jude unter Barbies Verantwortung aus Lyon nach Auschwitz verschleppt und dort ermordet worden war.
1980 scheiterte auch ein Anschlag des israelischen Geheimdienstes Mossad auf Barbie und Walter Rauff. Im gleichen Jahr half Barbie General Luis García Meza Tejada bei dessen Staatsstreich.

## Barbie-Prozess
Nach einem Regierungswechsel und der Rückkehr zu einer demokratischen Regierung unter Präsident Hernán Siles Zuazo nahm die bolivianische Polizei Barbie unter dem Vorwurf der Steuerhinterziehung am 19. Januar 1983 fest. Am 4. Februar 1983 wurde Barbie nach Frankreich ausgeliefert und vor Gericht gestellt. Seine Verteidigung durch Jacques Vergès wurde unter anderem von dem Schweizer Bankier und Holocaust-Leugner François Genoud finanziert.
Der Prozess begann am 11. Mai 1987 und erregte weltweite Aufmerksamkeit. Barbie wurde vorgeworfen, für die Razzia im Hauptquartier der Union générale des israélites de France am 9. Februar 1943 in Lyon und die damit verbundene Deportation von 85 Juden verantwortlich gewesen zu sein, ebenso für die Deportation der 44 jüdischen Kinder von Izieu. Insgesamt wurde Klaus Barbie für die Deportation von 842 Menschen angeklagt.
Am 4. Juli 1987 wurde Barbie der Verbrechen gegen die Menschlichkeit schuldig gesprochen und zu einer lebenslangen Haftstrafe verurteilt.
Der Prozess löste in Frankreich scharfe Kontroversen aus, die die Kollaboration mit den Deutschen, das Entstehen einer neuen Welle des Antisemitismus und die mögliche Verwischung des Massenmordes an den Juden durch andere nationalsozialistische Verbrechen betrafen.
Klaus Barbie starb am 25. September 1991 mit 77 Jahren in französischer Haft in Lyon an Krebs.

## Dokumentarfilme
- 1988: Hôtel Terminus: Zeit und Leben des Klaus Barbie. Dokumentarfilm von Marcel Ophüls.
- 2007: Klaus Barbie: Der Feind meines Feindes (My Enemy’s Enemy). Dokumentarfilm von Kevin Macdonald.
- 2008: Die Hetzjagd (La Traque). Über die Jagd, die Verhaftung und Auslieferung an Frankreich.
- 2013: Nazis im BND – Neuer Dienst und alte Kameraden; Film von Christine Rütten,
- 2014: Operation Barbie. Kuhhandel. Staatsaffäre. Dokumentarfilm von Bertrand Delais.
- 2015: Mein Name sei Altmann. Das zweite Leben eines Kriegsverbrechers. Dokumentarfilm von Peter F. Müller & Michael Mueller (Wissenschaftliche Beratung: Peter Hammerschmidt). Eine Produktion der Filmfabrik in Koproduktion mit WDR/NDR/ARTE.

## Spielfilme
- 2019: In dem US-amerikanischen Spielfilm Spion aus Berufung, dessen Handlung teilweise um 1942 in Lyon spielt, wird Klaus Barbie von Marc Rissmann dargestellt.
- 2020: In der internationalen Filmproduktion Résistance – Widerstand wird Klaus Barbie von Matthias Schweighöfer gespielt, der auch einer der Produzenten des Films war.

## Dokumentationen
- Hörspiel: Klaus Barbie – Begegnung mit dem Bösen von Peter F. Müller, Leonhard Koppelmann und Michael Müller, WDR
- Plötzlich sah man die Opfer und hörte ihnen zu - Zur Ausstellung ‚Der Prozess Klaus Barbie‘ im Pariser Mémorial de la Shoah, Besprechung von Jürgen König, Deutschlandfunk, 1. April 2017, auch MP3.
- Eine Stunde History: Klaus Barbie und die Kinder von Izieu., Sendung von Meike Rosenplänter, 2. März 2018, Deutschlandfunk nova
- Tatort Geschichte: Klaus Barbie - der „Schlächter von Lyon“ und seine Nachkriegskarriere, Sendung von Niklas Fischer und Hannes Liebrandt, 24. April 2021, ARD Audiothek (Bayern 2)